# Pietro Duranti
Pietro Duranti (Roma, 1710 – Napoli, 1791 circa) è stato un pittore italiano attivo nel XVIII secolo.

## Biografia
Le prime notizie certe su Pietro Duranti risalgono all'anno 1743 quando risulta essere il direttore di una manifattura di arazzi fiorentini a Roma: alcuni lavori di questo periodo sono conservati a palazzo Torlonia. Nel 1757 si trasferisce a Napoli, dove, su commissione di Luigi Vanvitelli, gli viene affidato l'incarico di ampliare una serie di arazzi che avevano per tema le Storie di Don Chisciotte, tessuti tra il 1730 ed il 1733 su disegno di Chales Audram dalla manifattura dei Gobelins: nello stesso anno inoltre assume la direzione del nuovo laboratorio di telaio ad alto liccio nella Real Fabbrica. Pietro Duranti ottiene con le sue opere un immediato successo, riuscendo a dare un nuovo impulso alla fabbrica e a stringere nuova collaborazioni specie con Roma e Torino: non mancano tuttavia malumori da parte di suoi colleghi che lo accusano di ritoccare i panni con colori.
Tra il 1758 ed il 1766 lavora a tredici scene delle Storie di Don Chisciotte, realizzati su bozzetti e disegni di Giuseppe Bonito e Giuseppe Bracci, mentre tra il 1767 ed il 1779 esegue una seconda serie sempre con lo stesso tema: questi arazzi non raggiungono per qualità quelli di Parigi, ma sono comunque ritenuti di buona fattura; originariamente destinati alla reggia di Caserta, sono ospitati all'interno del Museo nazionale di Capodimonte a Napoli e al palazzo del Quirinale a Roma. Il 12 gennaio 1763 gli viene affidato l'incarico di realizzare una serie di arazzi, con tema le Allegorie delle Virtù coniugali, per decorare la stanza del Belvedere, ossia la camera da letto dei sovrani Ferdinando I delle Due Sicilie e Maria Carolina d'Asburgo-Lorena, al Palazzo Reale di Napoli: l'opera, terminata nel 1768, anno in cui si svolgono le nozze dei reali, viene eseguita sui modelli di Giuseppe Bonito, Francesco De Mura, Corrado Giaquinto, Salvatore Pozzi e Pompeo Batoni; si conservano soltanto quattro pannelli. Sempre nel 1763 l'artista completa il suo capolavoro, ossia il Ratto di Proserpina, su disegno di Girolamo Starace Franchis, e divenuto uno degli esemplari di arazzo italiano più prestigiosi del XVIII secolo.
Nel 1773 completa alcuni arazzi cominciati da Michelangelo Cavanna, mentre nel 1778, quando i locali dell'arazzeria vengono spostati all'interno del Palazzo Reale, realizza Cleopatra e Santa Cecilia, due opere andate poi distrutte. Tra il 1783 ed il 1787 porta a compimento una serie di dieci arazzi di grande formato, Favola di Amore e Psiche, destinati alla reggia di Caserta ma poi spostati al Palazzo Reale di Napoli, su disegno di Fedele Fischetti; sempre su disegni del Fischetti, è stata eseguita nel 1791 la serie Storia di Enrico IV di Borbone, per la Reale tenuta di Carditello e poi conservata, nel numero di sei pezzi, al Museo nazionale di Capodimonte: non si conosce inoltre con esattezza quanti pannelli della serie abbia realizzato, in quanto, dopo il 1791, anno in cui firma il panno Il re riceve il ministro Sully davanti ai cortigiani, non si hanno più sue notizie.

## Opere
- Abramo che scaccia Agar e Ismaele, Museo nazionale di Capodimonte, Napoli;
- Agar nel deserto e Agar che disseta Ismaele, Museo nazionale di Capodimonte, Napoli;
- Allegorie delle Virtù coniugali, Palazzo Reale di Napoli, Napoli e Museo nazionale di Capodimonte, Napoli;
- Favola di Amore e Psiche, Palazzo Reale di Napoli, Napoli;
- Giacobbe con un mercante etiope, Museo nazionale di Capodimonte, Napoli;
- Rebecca al pozzo, Museo nazionale di Capodimonte, Napoli;
- Ritratto di Ferdinando IV di Borbone in abiti da granatiere, Museo nazionale di Capodimonte, Napoli;
- Storia di Enrico IV di Borbone, Museo nazionale di Capodimonte, Napoli;
- Storie di Don Chisciotte, Museo nazionale di Capodimonte, Napoli, e palazzo del Quirinale, Roma.